# Transformator toroidalny

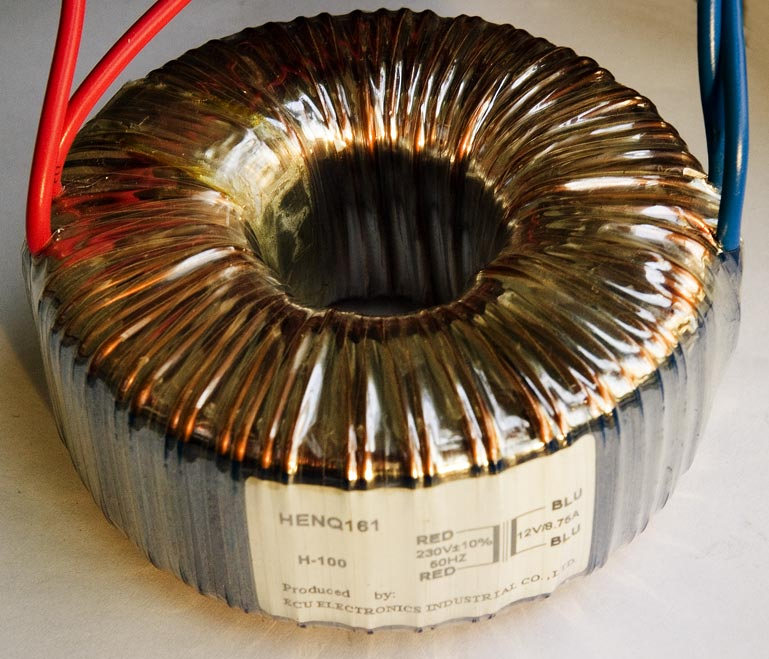
Transformator toroidalny 230 V / 12 V - 100 VA

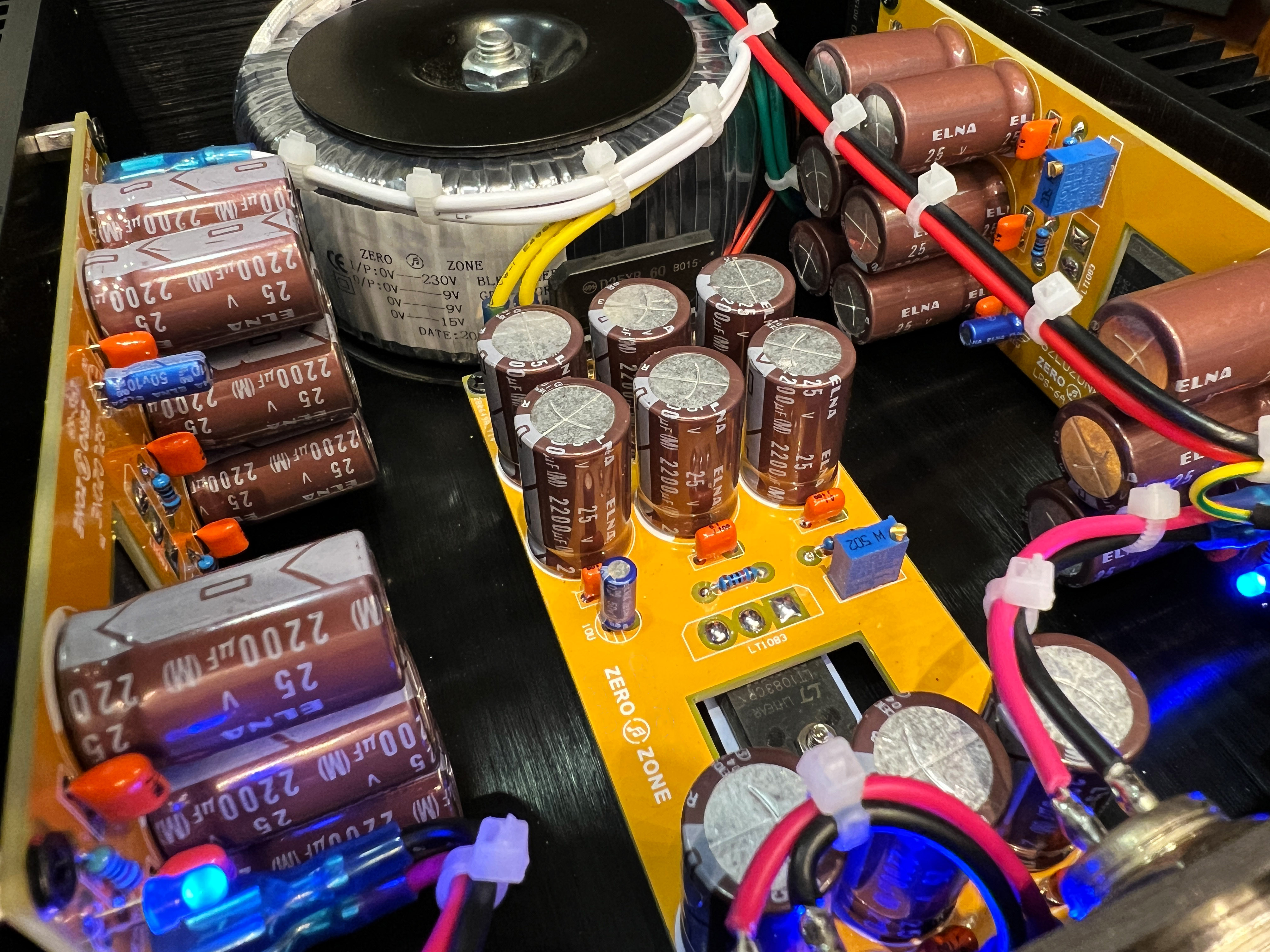
Zasilacz liniowy z transformatorem toroidalnym

Transformator toroidalny – transformator, który składa się z dwóch lub więcej nawiniętych uzwojeń na wspólnym rdzeniu o toroidalnym kształcie. Konstrukcja taka umożliwia, w stosunku do transformatorów kształtowych, mniejsze straty w rdzeniu, małą reaktancję rozproszenia jak również mniejszy poziom hałasu.
Transformatory toroidalne znalazły zastosowanie w technice oświetleniowej jako źródło zasilania żarówek halogenowych o znamionowej wartości zasilania 12 V oraz listew LED-owych. Wykorzystuje się je także we wzmacniaczach stosowanych np. w monitorach, sprzętach audio i telewizorach. Ich prosta budowa daje dużą stabilność, niezawodność działania i umożliwia transformowanie dużych mocy. Produkowane są transformatory jedno i trójfazowe. Programy produkcyjne krajowych producentów obejmują zakres mocy od 10 do 2000 VA na fazę.
Transformatory toroidalne mogą być:
- ekranowane elektrostatyczne i magnetyczne,
- wyposażone w zabezpieczenie termiczne,
- wyposażone w układ miękkiego startu (soft start),
- hermetyzowane masą epoksydową.